# Silvio Sánchez Fajardo
Silvio Aurelio Sánchez Fajardo (20 de octubre de 1950-11 de abril de 2011).  Docente, filósofo y abogado de la Universidad de Nariño. Profesor de Filosofía y Letras y de Derecho, desde 1975. Magíster en Docencia Universitaria por la Universidad de Los Andes. Conferencista del Banco de la República, del Ministerio de Cultura y de la cátedra Andrés Bello (Bogotá), de las universidades Nacional, Los Andes, del Valle y Autónoma de Occidente. Director del Departamento de Filosofía, Secretario General, Vicerrector Académico (2 veces), director y profesor de la Maestría en Etnoliteratura y de otros postgrados y rector de la Universidad de Nariño. Miembro de la Comisión de Paz de Nariño, de la Coordinadora Nacional de Conciliación, del Comité Directivo del Segundo Laboratorio de Paz, de los Consejos Nacional y Municipal de Planeación. Presidente de la Junta Directiva del Fondo Mixto de Cultura.

## Publicaciones
- «Diálogos imperfectos» En: Colombia 2004. ed:Graficolor ISBN 958-9479-46-4
- «Gramaticas de la Universidad» En: Colombia 2000. ed:Graficolor ISBN 958-9479-08-1
- coautor, «Cultura: Teorias y Gestiones» En: Colombia 1999. ed:Universidad De Nariño ISBN 958-9479-02-2
- coautor, «Cultura y Ciudad» En: Colombia 2003. ed:Universidad De Nariño ISBN 958-9479-37-5
- coautor, «Gestión Cultural» En: Colombia 1998. ed:Universidad Nacional de Colombia ISBN 958-96605-0-9

- Datos: Q6128686